# Снопова, Евгения Васильевна
Евге́ния Васи́льевна Сно́пова (1899 / 1900 — 1984 / 1985 / 1986) — советский учёный, химик-металлург.

## Биография
Родилась в 1899 году (по другим данным — 5 ноября 1900 года) во Владивостоке.
В 1921 году окончила Томский университет, в 1929 — Уральский политехнический институт, химик-инженер. В годы Гражданской войны была знакома с И. Броз Тито, находившимся в плену.
С 1929 года работала химиком в лабораториях Уральского геологического управления; в 1939—1945 годах заведовала химико-технологической группой Центральной лаборатории Уральского геологического управления.
В 1945—1962 годах старший научный сотрудник, зав. химико-аналитической лабораторией Института металлургии и обогащения АН Казахской ССР.
Умерла в возрасте 85 лет.

### Семья
- отец — Василий Павлович Снопов, полковник, секретарь Хабаровского кадетского корпуса (1919—1922)[1][4].

## Научная деятельность
Кандидат технических наук (1935).
Основные достижения:
- разработала методики:
  - объёмного определения золота в минеральном сырье (1927),
  - определения вольфрама в ферросплавах,
  - количественного определения металлического железа в присутствии его окислов (1928);
- предложила схему технологии комплексного извлечения урана и ванадия из руд Каратаусского месторождения (1943).

Исследовала восстановление ильменита и двуокиси титана, обогащение хромитов Сарановского месторождения; изучала никель- и кобальтсодержащие железные руды месторождений Среднего Урала.
Автор более 20 научных работ, посвящённых разработке ванадиевых и титановых руд.

## Сочинения
- Сборник задач по аналитической химии. Свердловск, 1938.

## Награды и премии
- Медаль «За трудовую доблесть» (14.1.1944)[1][2]
- Сталинская премия второй степени (1946) — за открытие и освоение новых месторождений ванадиевых руд в Казахстане[1][2]
- Орден Ленина[1][2]
- Орден Трудового Красного Знамени[1][2]